# Petrich András
Hanusfalvi Petrich András (Szávaszentdemeter, Szerém vármegye, 1765. november 5. – Buda, 1842. november 4.) császári és királyi altábornagy, katonai térképész, festőművész.

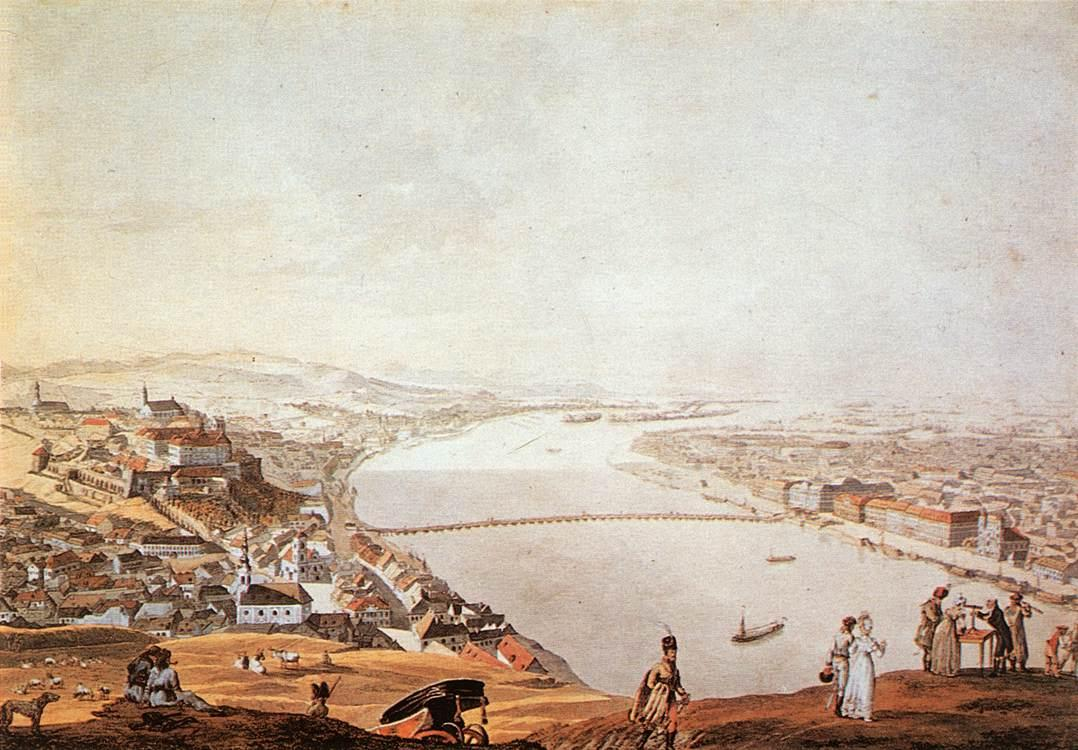
Pest-Buda látképe a hajóhíddal, 1840 körül

## Életpályája
Bár ő magát szegedinek vallotta, csak 1782-ben, 16 éves korában járt Szegeden, mint a kegyesrendiek (piaristák) gimnáziumának tanuló humanistája. Katonai iskoláiról semmit sem tudunk. 1803–1805 között őrnagyként Tirolt járta, katonai térképeket készített. Az 1805-ös francia hadjárat után rábízták a salzburgi hercegség topográfiai felvételezését, utóbb Galícia nyugati részét felvételezte. 1809-től a váci Ludoviceum igazgatója volt, ebben a minőségében harcolt Napóleon ellen 1809-ben.
A Magyar Nemesi Felkelés iratanyagában Komárom, 1809. július 17-ei dátummal megtalálható József főherceg német nyelvű, másfél oldalas parancsa (1809. 7/45), miszerint Gomez altábornagyot betegsége miatt szabadságolták, s a vezérkar ügyeinek intézését Petrich ezredes vette át. Bár a francia haderő győzelmet aratott, Petrich mégis érdemei elismeréséül rangban gyorsan emelkedett, kitüntetései szaporodtak.
A császári és királyi hadsereg 1470–1815 közötti tábornokairól készült összeállításban Petrich Andrásról az alábbi adatok találhatók:
- 1809. vezérkari ezredes, a Ludoviceum igazgatója
- 1842. október 2. vezérőrnagy
- 1842. október 3. altábornagy
- 1842. október 4. beosztva a mérnökkarhoz
- 1842.11. a Budai Műszaki és Erődítési Igazgatóság igazgatója
- 1842. november 2. a Veronai Műszaki és Erődítési Igazgatóság igazgatója
- 1842. november 3. nyugdíjba vonult

Katonai pályája mellett illusztrátori, képzőművészeti alkotásai is kiemelkedőek.

## Emlékezete
30 műve, főként rajzai, a Magyar Nemzeti Galériában találhatók.
Budán, a Vízivárosi katonai temető felső kerítése tövében van a sírja. Föléje egy hadijelvénnyel díszített, empire stílusú obeliszk emelkedik, melynek finoman kidolgozott faragású és nemesi címerrel díszített talapzatán az alábbi sírfelirat olvasható:
HANUSFALVI PETRICH ANDRÁS
CSÁSZÁRI ÉS KIRÁLYI ALTÁBORNAGY HAMVAI.
SZÜLETETT 1765. NOVBR. 25D, MEGHOLT 1842.OCTOBR.2D
HADBAN DICSŐEN
BÉKÉBEN JÁMBORUL
ÉSZ, TUDOMÁNY, MÍVELSSÉG, MŰVÉSZET DISZEIVEL